# Rossella Galbiati
Rossella Galbiati (* 11. Oktober 1958 in Mailand) ist eine ehemalige italienische Radrennfahrerin.
Rossella Galbiati war von Kindheit an sehr sportlich. Zunächst betrieb sie Schwimmsport, dann fuhr sie bis zum Alter von 18 Jahren erfolgreich Ski im Leistungsbereich. Schließlich begann sie mit Leichtathletik und Radsport. Im Radsport wurde sie insgesamt 20-mal lombardische Meisterin und elfmal italienische Meisterin in verschiedenen Disziplinen auf Bahn und Straße.
1978 wurde Rossella Galbiati italienische Meisterin im Straßenrennen. Bei den UCI-Bahn-Weltmeisterschaften 1984 in Barcelona belegte sie in der Einerverfolgung den dritten Platz.
Rossella Galbiati ist heute Sportlehrerin an einer Grundschule und engagiert sich mit ihrem Team Galbiati für Radsport in den Schulen.